# トヨタ生産方式
トヨタ生産方式（トヨタせいさんほうしき、Toyota Production System、略称TPS）は、トヨタ自動車の生み出した、工場における生産活動の運用方式の一つ。多くの企業がこれにならった方式を取り入れており、工場等の製造現場やそれに付随するスタッフ部門だけでなく、間接部門でも取り入れている企業も見られる。
河合満によると、TPSが普及する以前も「必要の時に必要なだけ作る」という考えが現場に浸透していたという。

## 基本概念
トヨタ生産方式は第二次世界大戦前のアメリカの自動車産業におけるライン生産方式などを研究し、豊田喜一郎らが提唱していた考えを大野耐一らが体系化したものである。また、戦争中に熟練工を徴兵されたことによる生産力の低下を補う方法として開発されていた経緯もある（トヨタ生産方式、40ページ）。
その柱となるのが“7つのムダ”削減、ジャストインタイム、標準作業時間に代表される現場主義、自働化である。
なお、トヨタ生産方式の確立にあたって、NPS（New Production System）研究会へと引き継がれ、現在に生きている。

## 7つのムダ
トヨタ生産方式では、ムダを「付加価値を高めない各種現象や結果」と定義している。このムダを無くすことが重要な取り組みとされる。ムダとは、代表的なものとして以下の7つがあり、それを「7つのムダ」と表現している。
1. 作り過ぎのムダ
2. 手待ちのムダ
3. 運搬のムダ
4. 加工そのもののムダ
5. 在庫のムダ
6. 動作のムダ
7. 不良をつくるムダ

「手待ち（てまち）のムダ」は、「手持ち（てもち）のムダ」と誤表記・誤解される場合がある。また、上記のムダを改善しないことを8つ目のムダとすることもある。
「加工」の「か」、「在庫」の「ざ」、「作りすぎ」の「っ」、「手待ち」の「て」、「動作」の「と」、「運搬」の「う」、「不良」の「ふ」、と頭文字を取れることから、「飾って豆腐」とも呼ばれている。

## ジャストインタイム

### かんばん方式
一般にはジャストインタイム生産システムとして知られている。ジャストインタイムで生産するために考えられた方式で、元々は「スーパーマーケット方式」と呼ばれた。これは作業の前工程をスーパーマーケット、後工程をスーパーの顧客に見立て、スーパーマーケットである前工程は「顧客」にとって必要十分な量の部品を予想して生産し、顧客である後工程は必要に応じて「スーパーマーケット」に部品を受け取りに行くというもの。
これによりそれまで生じていた部品の需供の不一致の解消を図り、無駄を削減した。この方式で後工程が前工程に部品を受け取りに行くときに発行する帳票を「かんばん」と称したことから、この方式はかんばん方式と呼ばれる。
なお、サプライ・チェーン・マネジメントでは類似したアイデアを前工程・後工程の二段階ではなく多段の工程に対して連鎖的に適応する。またMRP/MPR2では前工程を基準に考えていく「押し出し方式」なのに対し、かんばん方式では後工程から遡って逆順に考えるので、かんばん方式は「引っ張り方式（プル方式）」とも呼ばれる。

### 多能工
1人の作業者が複数の工程の作業をこなせるようにトレーニングすることである。これにより
- 生産負荷が低い工程から高い工程へ人員を柔軟に移動させ、負荷の平準化を常に行えるようにする。
- 1人で複数の加工機械を受け持ち、工程の少人化を実施する。

## 自働化
「無駄の徹底的な排除」を実現するための方法の一例として、「自動化」・「機械化」の意味合いを持つ言葉である、自働化がある。
無駄は排除しなければならないが、合理化を進めるあまりに従業員の人間性やインセンティブ（労働意欲）を無視してはならない。このことから、トヨタ自動車では自動化の事を自働化と呼んでいる。

### にんべんのついた自働化
「自働化」とは、不良が発生した際に機械が自動的に停止し、後の工程へ良品のみを送るようにすること、公式ページでは通常の加工が完了したら機械を安全に停止させることも指すとしている。
豊田佐吉が発明した自動織機に、稼動中に糸が切れた際に自動で停止する装置が組み込まれていたことに由来している。
自動機械は人が止めるまで動き続けるが、その最中に調整がずれたり、供給される材料に異常があっても止まることなく動きつづける。この結果、多くの不良品を作りつづけることとなり、7番目の無駄の元凶となってしまう。
最近でこそ各種センサが高性能・低価格で普及し、自動停止制御が浸透しているが、この言葉が言われ始めた1960（昭和40）年代は、「オートメーション」という言葉が「最先端＝高効率」と同義語として受け取られる風潮があり、「止まらない」機械がほとんどであった。

### カタログエンジニア
トヨタ生産方式では、買ってきた機械類を何の工夫もせずにそのまま使うことは好ましいとはされていない。機械を買ってきて、そのまま組み合わせて使用しているだけの人は「カタログエンジニア」などと呼ばれる。買ってきた機械に人間の知恵を織り込み、カタログ通りに機械を使う他社に対して差をつけることが求められる。
人が関わらない自動化をしてしまうと、機械へカイゼン（改善）の知恵を織り込めなくなることから、カイゼンを持続的に行うためにも人が関わる自働化が重要となってくる。

## よく使われる単語
- アンドン（特定の問題をフロアの監督者に警告するために使用される大きな照明付きボード。英語：Signboard）
- 着々（英語：Load-Load）
- 現場（英語：On site）
- 現地現物（英語：Go and see for yourself）
- 反省（英語：Self-reflection）
- 平準化（英語： Production Smoothing）
- 自働化（英語：automation with human intelligence）
- ジャストインタイム（英語：Just-in-Time）
- 改善（英語： Continuous Improvement）
- カンバン（英語：Sign, Index Card）
- Manufacturing supermarket
- ムダ（英語：Waste）
- ムラ（英語：Unevenness）
- ムリ（無理）（英語：Overburden）
- 根回し（英語：building consensus）
- 大部屋（英語：Manager's meeting）
- ポカヨケ（英語：fail-safing）
- 整備（英語：To Prepare）
- 整理（英語：Sort, removing whatever isn't necessary.）
- 整頓（英語： Tidy）
- 清掃（英語：Cleaning）
- 清潔（英語：Clean）
- 躾（英語：Discipline）
- 先入れ先出し（英語：First In, First Out）

## 非製造業へのトヨタ生産方式の適用
トヨタ生産方式は非製造業にも適用可能であり、小売りであるイトーヨーカ堂やユニーが導入した例や、自治体では福島県伊達市が導入した例などがある。生産性の向上、コスト削減、窓口の待ち時間を削減、知識を全庁内で共有、職場環境の美化などに効果があった。